# Jungens
Jungens ist ein 1941 gedrehter deutscher Jugendfilm von Robert A. Stemmle. Der Film schildert die sozialen Missstände in einem kleinen Ostseedorf. Die männlichen Gegenspieler werden von Albert Hehn als fortschrittlicher Lehrer und Hitlerjugend-Führer Hellmut Gründel und Eduard Wandrey als ausbeuterischer Gastwirt Ottokar Waschke gespielt. „Jungens“ ist ein Beispiel für den Kinder- und Jugendfilm im Nationalsozialismus. 
Es handelt sich heute um einen Vorbehaltsfilm der Friedrich-Wilhelm-Murnau-Stiftung. Er gehört damit zum Bestand der Stiftung, ist nicht für den Vertrieb freigegeben und darf nur mit Zustimmung und unter Bedingungen der Stiftung gezeigt werden.

## Handlung
In einem kleinen Dorf an der Ostsee beutet der fragwürdige Gastwirt Ottokar Waschke die armen Fischer aus. Er ist im Besitz des einzigen Schleppers, mit dem die Fischer ihren Fang transportieren können. So zwingt er sie, ihm ihre Ware zu niedrigen Preisen zu verkaufen, und verkauft sie teuer weiter. Als der fortschrittliche Lehrer und HJ-Führer Hellmut Gründel in das Dorf kommt und die Missstände sieht, regt er die Gründung einer Genossenschaft an. Dies macht ihn zu Waschkes Feind. Dieser versucht mit allerlei Tricks die Gründung der Genossenschaft zu vereiteln. Der Junge Heini ist der Sohn des Dünenwächters Albert Faustmann. Heini hilft in der Gaststätte von Waschke aus, als er entdeckt, dass an der Küste Spritkanister geschmuggelt werden. Waschke droht ihm, seinen Vater fälschlich an die Polizei zu verraten. Tatsächlich wird der Schmuggel von Waschke organisiert. Nur mit Hilfe ihres Lehrers können die in der Hitlerjugend organisierten Jugendlichen den wahren Täter überführen und der Polizei übergeben.

## Produktion
Der Film wurde von der Universum-Film AG Berlin unter der Herstellungsleitung von Eberhard Schmidt produziert und von der Afifa Berlin kopiert. Die Aufnahmeleitung lag bei Herbert Junghanns. Die Bauten stammen von Emil Hasler und Otto Gülstorff. Die Dreharbeiten fanden in Nidden auf der Kurischen Nehrung / Königsberg statt. Der Film wurde am 2. Mai 1941 im Atrium, Ufa-Theater Friedrichstraße und Ufa-Theater Tauentzien-Palast Berlin uraufgeführt.

## Musik
Die Musik stammt von Werner Egk, der eigens für den Film den in der Hitlerjugend sehr beliebten „Marsch der deutschen Jugend“ komponierte. Die Liedtexte stammen von Hans Fritz Beckmann.

## Rezeption
Der Film erhielt von der Filmprüfstelle keine besonderen Prädikate. Sein Erfolg war mäßig. Die Aneinanderreihung der vielen Handlungselemente – Schmuggel, Opferbereitschaft, Erziehung, HJ-Aufmärsche – wirkte künstlich. Von pädagogischer Seite hieß es: „Der Handlungsauftrag des Drehbuches, der Wortlaut der Dialoge, die Zuspitzung der Konflikte überzeugen uns nicht.“ Im Rahmen einer Filmreihe der Berliner Stiftung Topographie des Terrors wurde der Film 2011 als Beispiel für die Beeinflussung der Jugend im Nationalsozialismus gezeigt. Hiervon abgesehen erfährt der Film heute wenig Beachtung. Nach Ende des Zweiten Weltkrieges wurde er wegen der in ihm enthaltenen nationalsozialistischen Propaganda als Vorbehaltsfilm eingestuft. Seine öffentliche Aufführung ist seitdem nur eingeschränkt möglich. Heute beansprucht die Friedrich-Wilhelm-Murnau-Stiftung die Auswertungsrechte.